# Соња Ламут
Соња Ламут (Београд, 1949) српска је сликарка, илустраторка и графичарка која живи и ради у Сједињеним Америчким Државама.

## Биографија
Соња Ламут је дипломирала на Факултету примењених уметности у Београду. Магистрирала је на Хантер колеџу у Њујорку. Студијски се усавршавала у Италији, Енглеској, Француској, Швајцарској и Белгији.
На Факултету примењених уметности у Београду радила је као асистент на предмету Графика од 1975. до 1979. У Њујорку је од 1988. предавала Илустрацију на Институту за модну технологију (Fashion Institute of Technology).